# Slovenistika
Slovenístika je znanstvena veda, ki preučuje slovenščino kot jezik in slovstvo (slovensko književnost v najširšem pomenu). 
Kjer proučuje jezik, je del (slavističnega) jezikoslovja. Ker je predmet njenega raziskovanja nacionalni jezik, ima v Sloveniji položaj nacionalne filologije.  
Kjer pa raziskuje književnost, je slovenistika del literarne vede. V tradicionalem pogledu je slovenističen pogled (v primerjavi z drugimi, npr. komparativističnim pogledom) na slovensko književnost specifičen v tem, da jo obravnava kot nacionalno književnost. Slovenistično literarno vedo zato še danes najbolj zanimata posebnost slovenske književnosti v primerjavi s književnostmi drugih narodov ter pomen književnosti za slovensko kulturno zavest.